# أسكليتين من أتشيرينزا
كان أسكليتين الكونت الأول لأتشيرينزا وواحدًا من اثني عشر قائدًا للمرتزقة النورمان في خدمة غايمار الرابع من ساليرنو الذي فتح أغلب بوليا بين 1038 و1042. في العام الأخير، تم تقسيم المناطق المفتوحة بين القادة الإثني عشر حيث تلقى أسكليتين منصبه.